# Belus Prajoux
Belus Genaro Prajoux Nadjar (Santiago, 27 de febrero de 1955) es un extenista chileno de las décadas de 1970 y 1980.
En el Circuito Mundial de la ATP ganó seis títulos en dobles, modalidad en la cual alcanzó la final masculina del Torneo de Roland Garros en 1982 y ganó el Masters de Roma en 1978. Su mejor puesto en la Clasificación de la ATP individual fue el 66.º en 1976 y en dobles, el 17.º en 1982. Representó a Chile en la Copa Davis y fue finalista en 1976.

## Trayectoria deportiva
Cuatro de sus títulos los ganó junto con su compatriota Hans Gildemeister. Se retiró en 1986 con 31 años.

### Representación nacional
Fue jugador del equipo chileno de Copa Davis en 1972, 1976 y de 1978 a 1984. De sus 23 partidos, ganó 15 y cayó en 8, teniendo un 65 % de rendimiento. En 1976 jugó con Jaime Fillol y Patricio Cornejo la final del torneo ante Italia, ganando el punto de Chile, que cayó por 4-1 en Santiago. Fue el capitán del mismo en 1993 y 1994 —entre el periodo de Cornejo—, así como en 2012 y 2013 —sucediendo a Gildemeister y seguido por Nicolás Massú—, cuando estaba en la Zona Americana I. También dirigió al equipo chileno de Copa Fed en 2004 y de 2014 a 2016.

## Torneos de Grand Slam

### Finalista en Dobles (1)
| Año  | Torneo        | Pareja            | Oponentes en la final           | Resultado        |
| 1982 | Roland Garros | Hans Gildemeister | Sherwood Stewart / Ferdi Taygan | 5-7 3-6 1-1 ret. |

## Títulos (6)

### Dobles (6)
| Leyenda                |
| Grand Slam (0)         |
| Tennis Masters Cup (0) |
| ATP Masters Series (1) |
| ATP Tour (5)           |

| N.º | Fecha                    | Torneo                  | Superficie    | Pareja                  | Oponentes en la final                             | Resultado   |
| --- | ------------------------ | ----------------------- | ------------- | ----------------------- | ------------------------------------------------- | ----------- |
| 1.  | 13 de julio de 1976      | Hilversum, Países Bajos | Tierra batida | Ricardo Cano Argentina  | Wojtek Fibak Polonia / Balazs Taroczy (Hungría)   | 6-4 6-3     |
| 2.  | 7 de noviembre de 1977   | Bogotá, Colombia        | Tierra batida | Hans Gildemeister Chile | Jorge Andrew Venezuela / Carlos Kirmayr Brasil    | 6-4 6-1     |
| 3.  | 22 de mayo de 1978       | Roma, Italia            | Tierra batida | Víctor Pecci Paraguay   | Jan Kodeš / Tomáš Šmíd República Checa            | 6-7 7-6 6-1 |
| 4.  | 24 de noviembre de 1980  | Santiago, Chile         | Tierra batida | Hans Gildemeister Chile | Carlos Kirmayr / Joao Soares Brasil               | 4-6 7-6 6-4 |
| 5.  | 21 de septiembre de 1981 | Burdeos, Francia        | Tierra batida | Hans Gildemeister Chile | Jim Gurfein Estados Unidos / Anders Jarryd Suecia | 7-5 6-3     |
| 6.  | 14 de febrero de 1983    | Viña del Mar, Chile     | Tierra batida | Hans Gildemeister Chile | Julio Goes / Ney Keller Brasil                    | 6-3 6-1     |

### Finalista en dobles (12)
- 1976: São Paulo (junto a Hans Gildemeister  Chile, pierden ante Lito Álvarez  Argentina) y Víctor Pecci  Paraguay
- 1976: Buenos Aires (junto a Ricardo Cano  Argentina, pierden ante Carlos Kirmayr (Brasil) y Tito Vásquez  Argentina
- 1976: Santiago (junto a Lito Álvarez  Argentina), pierden ante Patricio Cornejo y Hans Gildemeister  Chile
- 1978: Stuttgart Outdoor (junto a Carlos Kirmayr  Brasil, pierden ante Jan Kodeš y Tomáš Šmíd  República Checa)
- 1978: Buenos Aires (junto a Hans Gildemeister  Chile, pierden ante Chris Lewis (Nueva Zelanda) y Van Winitsky  Estados Unidos
- 1980: Quito (junto a José Luis Clerc  Argentina, pierden ante Hans Gildemeister  Chile) y Andrés Gómez  Ecuador
- 1981: Viña del Mar (junto a Andrés Gómez  Ecuador, pierden ante David Carter y Paul Kronk  Austria
- 1981: Palermo (junto a Jaime Fillol  Chile, pierden ante José Luis Damiani y Diego Pérez  Uruguay
- 1980: Santiago (junto a Jaime Fillol  Chile, pierden ante Hans Gildemeister  Chile y Andrés Gómez  Ecuador
- 1982: Roland Garros (junto a Hans Gildemeister  Chile, pierden ante Sherwood Stewart y Ferdi Taygan  Estados Unidos
- 1983: Nancy (junto a Ricardo Acuña  Chile, pierden ante Jan Gunnarsson y Anders Jarryd  Suecia
- 1983: Boston (junto a Hans Gildemeister  Chile, pierden ante Mark Dickson  Estados Unidos) y Cassio Motta  Brasil